# Pranayama
Pranayama (Sanskrit, m., प्राणायाम, prāṇāyāma) ist das vierte Glied des Raja Yoga (bzw. Ashtanga Yoga oder Kriya Yoga) nach den Yoga-Sutras von Patanjali und bezeichnet die Zusammenführung von Körper und Geist durch Atemübungen. Die weiteren sieben Glieder des Raja Yoga sind Yama, Niyama, Asana, Pratyahara, Dharana, Dhyana und Samadhi.
„Prana“ ist eine Bezeichnung für die Lebensenergie (vergleiche auch Qi); „Ayama“ kann mit „kontrollieren“ oder auch mit „erweitern“ übersetzt werden. Der Begriff „Pranayama“ bezeichnet also die bewusste Regulierung und Vertiefung der Atmung durch Achtsamkeit und beständiges Üben. Da die Atmung Träger der Lebensenergie ist, kann man Prana auch mit „Atem“ übersetzen – im ursprünglichen Gebrauch hat der Begriff jedoch ein größeres Bedeutungsspektrum. Eine fortdauernde Konzentration auf die Vorgänge der Atmung und  bewusst ausgeführte Atemtechniken können die Prozesse des Bewusstseins beeinflussen. Ähnliche Effekte werden auch bei zahlreichen Meditations- und Entspannungstechniken beobachtet.

## Beschreibung und Zusammenhänge
Bei der Pranayama-Praxis ersetzen bewusst angewandte Techniken über längere Übungsphasen die normalerweise unbewussten Atemmuster. Es gibt verschiedene Techniken, bei denen jeweils mit verschiedenen Muskelgruppen gearbeitet wird, vor allem mit dem Zwerchfell, sowie mit Brust-, Bauch- und Beckenbodenmuskeln. Auf diese Weise können die Atembewegungen kontrolliert werden. Als erstes Ergebnis der Praxis erhöht sich zunächst die Sensibilität für die inneren Vorgänge der Atmung – und unbewusste, gewohnheitsmäßige Atmungsmuster  können bewusst werden. Im menschlichen Organismus besteht eine enge Beziehung zwischen kognitiven und physiologischen Prozessen. Emotionale Zustände lassen sich physiologisch am Muskeltonus nachweisen, ebenso sind direkte Zusammenhänge zwischen physischen und psychischen Veränderungen und Veränderungen der Atmung zu beobachten. So führt Angst beispielsweise zu einer flacheren und schnelleren Atmung, oder Erschrecken zum plötzlichen unwillkürlichen Einatmen und Luftanhalten. Zumeist sind also mit bestimmten unbewussten Atemmustern ebenso unbewusste emotionale Muster der Psyche verknüpft – diese können durch ein verbessertes Bewusstsein für die Atmung ihren zwanghaften Charakter verlieren. Auf diese Weise können eingefahrene Gewohnheitsmuster des Organismus sanft der bewussten Veränderung zugänglich gemacht werden. Die Atmungspraxis kann somit als Bindeglied zwischen Vorgängen des Körpers und geistigen Prozessen betrachtet werden. Im Yoga hat deshalb die Praxis des Pranayama traditionellerweise eine große Bedeutung. Pranayama kann als eine der ältesten Formen der Atemtherapie bezeichnet werden, die Ursprünge gehen bis auf die Upanishaden zurück.

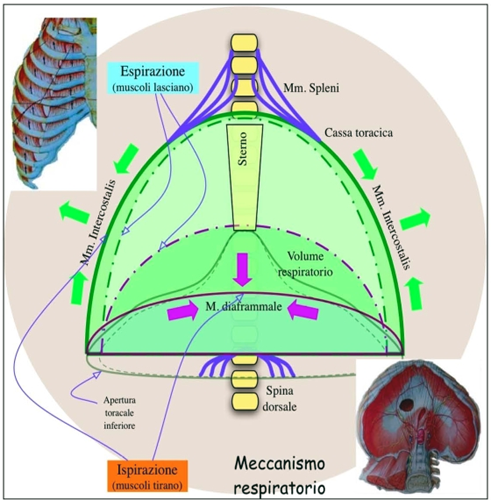
Atemmechanik; wichtige anatomische Strukturen der Atmung aus der Sicht der naturwissenschaftlichen Medizin

Im Yoga spielt insbesondere die Bauchatmung eine wichtige Rolle. Physiologisch gesehen kann man drei Arten des Atmens unterscheiden:
- Primäratmung, Bauchatmung (Abdominalatmung), auch Zwerchfellatmung genannt (Zwerchfellatmung oder Diaphragmalatmung)
- Sekundäratmung, Brustatmung (mit Zwischenrippenmuskeln)
- Tertiäratmung, die Schlüsselbeinatmung (Inspiratorische Atemhilfsmuskeln).

## Pranayama-Übungen
Es gibt über 50 spezifische Pranayamatechniken und Formen, dazu gehören:
- Anuloma Viloma Pranayama – „Wechselatmung“, auch unter dem Namen Nadi Shodhana („Nadi-Reinigung“) bekannt.
- Kapalabhati Pranayama – „Feueratmung“ oder „leuchtender Schädel“, eine Reinigungstechnik (Shatkriya).
- Bhastrika Pranayama – Kapalabhati mit zusätzlicher Atemanhaltung, „Blasebalgatmung“ (im Kundalini-Yoga auch Agni Prasana  genannt).
- Bhramari Pranayama – „Summen der Bienen“ – Beim Ausatmen wird gesummt.
- Sama Vritti Pranayama – „Gleichmäßige Atmung“ – alle Anteile der Atmung (Einatmung, Ausatmung und Atemanhaltung) werden gleich lang gehalten.
- Shitali Pranayama – „Abkühlende Atmung“ – durch den Mund ausgeführte Technik, bei der die Zunge zusammengerollt wird.
- Shitkari Pranayama – „Abkühlende Atmung“ – durch den Mund ausgeführte Technik, für Menschen, die die Zunge nicht zusammenrollen können.
- Surya Bhedana Pranayama & Chandra Bhedana Pranayama – Einseitige Ein- und Ausatmung, rechts begonnen wird es mit der Sonne (Surya) identifiziert und links begonnen mit dem Mond (Chandra).
- Ujjayi Pranayama – auch „Engeatmung“ oder „Ozeanisches Atmen“ genannt.

## Effekte
Werden die verschiedenen Übungen des Pranayama regelmäßig praktiziert, wird das Atemvolumen vergrößert und der Atem immer länger und feiner (Sanskrit: „dirgha“ und „sukshma“ (Yoga Sutras, Kap. II, Sutra 50)). Bisweilen kommt es zu natürlichen (mühelosen) Atemverhaltungen (Sanskrit: „Kevala Kumbhaka“). Aus physikalischer Sicht kommt es bei so einer feinen, sehr langsamen Atmung zu einer nahezu turbulenzfreien, laminaren Luftströmung in den Atemwegen und Bronchien, was  die biochemischen Gasaustauschprozesse der Lunge optimiert. Verschiedene medizinische Studien zeigten: die regelmäßige, langsame Pranayama-Atmung führt zu positiv bewerteten Effekten, wie z. B.  verringertem Sauerstoffbedarf, niedrigerem Puls und Blutdruck, sowie Auswirkungen auf den Hautleitwert, gesteigerten Amplituden von Theta-Wellen im EEG, gesteigerter Aktivität des Parasympathikus, einhergehend mit dem Gefühl von Wachheit und Energetisierung. Studien zeigten, dass Pranayama-Techniken beispielsweise bei der Behandlung von chronischen obstruktiven Lungenerkrankungen von Vorteil sind. Eine Studie deutet darauf hin, dass Pranayama auch positive Wirkungen bei Stress und Angststörungen haben kann.
Bereits Patanjali legte in seinen Yoga Sutras dar, dass Ablenkungen des Geistes mit unruhiger Atmung verbunden seien (Kap. I, Sutra 31) und dass Atemkontrolle den Geist  zur Konzentration bringen könne (Kap. I, Sutra 34). Ausatmung, Einatmung und Atempausen werden beim Pranayama in ein bestimmtes Verhältnis zueinander gebracht. Dies führe bei sensibler Ausführung zu einer Veränderung der Aktivitäten des Geistes und könne bei regelmäßiger Praxis eine tiefgehende Transformation des Bewusstseins und eine zunehmende Sensibilisierung für feinstoffliche Lebensaktivitäten bewirken.

## Nachweise
1. ↑  Suchergebnisse für „Prana“. In: learnsanskrit.cc. Abgerufen am 22. Februar 2022.
2. ↑  Suchergebnisse für „Ayama“. In: learnsanskrit.cc. Abgerufen am 22. Februar 2022.
3. ↑  Ravinder Jerath, John W. Edry, Vernon A. Barnes, Vandna Jerath: Physiology of long pranayamic breathing: Neural respiratory elements may provide a mechanism that explains how slow deep breathing shifts the autonomic nervous system. In: Medical Hypotheses. Bd. 67, Nr. 3, 2006, S. 566–571, PMID 16624497, doi:10.1016/j.mehy.2006.02.042.
4. ↑  Anne E. Holland, Catherine J. Hill, Alice Y. Jones, Christine F McDonald: Breathing exercises for chronic obstructive pulmonary disease. 17. Oktober 2012, abgerufen am 11. Oktober 2020 (englisch).
5. ↑  Morgana M. Novaes, Fernanda Palhano-Fontes, Heloisa Onias, Katia C. Andrade, Bruno Lobão-Soares: Effects of Yoga Respiratory Practice (Bhastrika pranayama) on Anxiety, Affect, and Brain Functional Connectivity and Activity: A Randomized Controlled Trial. In: Frontiers in Psychiatry. Band 11, 2020, ISSN 1664-0640, doi:10.3389/fpsyt.2020.00467 (frontiersin.org [abgerufen am 17. November 2020]).